# أديب قدورة
أديب قدورة (19 أغسطس 1936 - 14 مايو 2025)، ممثل سوري من أصل فلسطيني.

## سيرته
وُلد أبو مازن، أديب بن محمد علي قَدُّورة في ترشيحا بفلسطين، ونشأ في دمشق، وهو فنان تشكيلي ومهندس ديكور، ولكن سرعان ما جذبه التمثيل فأجاد به، شارك ببعض الأفلام الإيطالية. وشارك في تأسيس نقابة الفنانين السوريين.
وهو متزوِّج ولديه 7 أبناء.

## أعماله

### في المسـرح
- هبط الملاك في بابل
- مأساة جيفارا
- سمك عسير الهضم
- السيد بونتيلا وتابعه ماتي
- وثلاثية تشيخوف

### في السـينما
له سبعة وثلاثون فيلماً منها:
- الفهد
- وجه آخر للحب
- بقايا صور
- غوار جيمس بوند
- العالم سنة 2000
- الحسناء وقاهر الفضاء
- عشاق علي الطريق
- رحلة عذاب
- العار
- امرأة من نار
- بنات للحب
- ليل الرجال

### في التلفزة
أكثر من ستين عملاً تلفزيونياً منها:
- عز الدين القسام
- حصاد السنين
- الحب والشتاء
- سفر
- امرأة لا تعرف اليأس

## جوائزه
- خمسة جوائز عالمية للدولة.
- رُشِّح لجائزة أفضل ممثل عام 1976، باستفتاء جماهيري لجريدة الثورة السورية.
- رُشِّح لجائزة أفضل ممثل عربي عام 1979، باستفتاء جماهيري لجريدة الدستور الأردُنِّية.
- رُشِّح لجائزة أفضل ممثل في آسيا وإفريقيا عام 1980، في أيام قرطاج السينمائية.

## وفاته

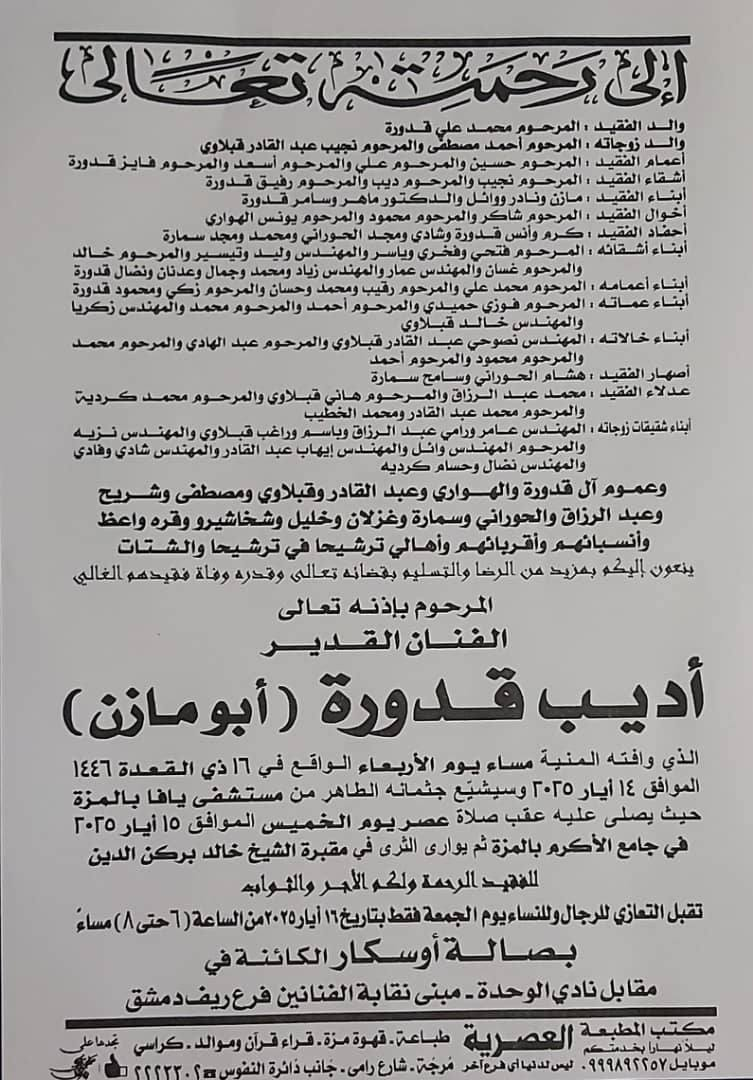

توفي أديب قدورة في مشفى يافا بحيِّ المِزَّة في دمشق، مساء الأربعاء 16 ذي القَعْدة 1446هـ الموافق 14 مايو 2025م، عن عمر ناهز تسعين سنة، بعد معاناته المرض سنوات. وصُلِّي عليه صلاة الجنازة بعد صلاة العصر من اليوم التالي الخميس في جامع الأكرم بحيِّ المِزَّة، ثم دُفن بمقبرة الشيخ خالد في حيِّ ركن الدين.وقد نعَتْه نقابة الفنانين السوريين في دمشق.